# بيبو نوردمان
بيبو نوردمان (بالإنجليزية: Bevo Nordmann)‏ مواليد 11 ديسمبر 1939 في سانت لويس - الوفاة 24 أغسطس 2015، كان مدرب كرة سلة أمريكي ولاعب. بدأ مسيرته الاحترافية في سنة 1961. تم اختياره من قبل فريق سكرامنتو كينغز خلال الدرافت. بلغ طوله 6 قدم 10 بوصة (2.1 م). اعتزل اللعب في 1965.

## المسيرة الاحترافية
لعب مع سكرامنتو كينغز في موسم 1961–1962، ثم لعب مع أتلانتا هوكس في سنة 1962، ثم لعب مع نيويورك نيكس في سنة 1962، ثم لعب مع أتلانتا هوكس في موسم 1963–1964، ثم لعب مع بوسطن سيلتكس في سنة 1964.

## روابط خارجية
- بيبو نوردمان على موقع إن بي أي (الإنجليزية)
- بيبو نوردمان على موقع سبورتس رفرنس (الإنجليزية)
- بيبو نوردمان على موقع كلية كرة السلة في سبورتس رفرنس.كوم (الإنجليزية)
- بيبو نوردمان على موقع ريلجم (الإنجليزية)
- بيبو نوردمان على موقع بروبوليرز (الإنجليزية)